# NGC 4698
NGC 4698 is een spiraalvormig sterrenstelsel in het sterrenbeeld Maagd. Het hemelobject ligt 56 miljoen lichtjaar van de Aarde verwijderd en werd op 18 januari 1784 ontdekt door de Duits-Britse astronoom William Herschel.

## Synoniemen
- UGC 7970
- MCG 2-33-24
- ZWG 71.45
- VCC 2070
- IRAS 12458+0845
- PGC 43254